# Octonoba yoshidai
Espèce
Octonoba yoshidai est une espèce d'araignées aranéomorphes de la famille des Uloboridae.

## Distribution
Cette espèce est endémique des îles Tokara dans l'archipel Nansei au Japon,. Elle se rencontre sur Takara-jima.

## Description
La femelle holotype mesure 4,90 mm et le mâle paratype 3,91 mm, les mâles mesurent de 3,16 à 3,91 mm et les femelles de 4,41 à 4,90 mm.

## Étymologie
Cette espèce est nommée en l'honneur de Hajime Yoshida.

## Publication originale
- Tanikawa, 2006 : A new species of the spider genus Octonoba (Araneae: Uloboridae) from Takarajima Is., the Toakara Isls., Japan. Acta Arachnologica, vol. 55, no 1, p. 19-20 (texte intégral).